# Gobionellus liolepis
Gobionellus liolepis es una especie de peces de la familia de los Gobiidae en el orden de los Perciformes.

## Morfología
Los machos pueden llegar a alcanzar los 14,3 cm de longitud total.

## Distribución geográfica
Se encuentra desde El Salvador hasta Panamá y, probablemente también, Ecuador.

## Observaciones
Es inofensivo para los humanos.